# Verzatil (gay slang)
Verzatil je termín související s rolemi při sexuálním styku, zejména mezi homosexuálními či bisexuálními muži. Zatímco top je při análním styku aktivní penetrátor, bottom je pasivní penetrovaný a oba termíny označují také muže, kteří obvykle preferují příslušné role, verzatilní je ten, kdo má v oblibě obě role a může si v dané situaci vybírat mezi oběma.
Anglický výraz switch se v českém prostředí užívá spíše v přeneseném významu v BDSM slangu.
Pro situaci, kdy si během jednoho pohlavního styku oba partneři vymění role, oba penetrují a oba jsou penetrováni, se v angličtině užívá termín flip-flop. V češtině k němu není ustálený žádný protějšek.
Verzatilita je někdy chápána i jako koncept životního stylu. Většina mužů majících sex s muži neodpovídá gay stereotypům a nemusí mít vyhraněné role. Verzatilita v tomto širším smyslu se neomezuje jen na prosté akty orální či anální penetrace, ale týká se i rozdělení úkolů a odpovědností ve vztahu. Podle některých autorů „verzatilní životní styl“ implikuje určitou otevřenost k novým věcem a odpor vůči nálepkám, stereotypům a generalizování. Tím se tento koncept liší od heterosexuálních vztahů, v nichž sexuální kompatibilita nezačíná u otázky, kdo skončí jako top nebo bottom. K sebeidentifikaci mohou gayové užívat kromě základního třídění i termíny „verzatilní top/aktiv“ a „verzatilní bottom/pasiv“ se schopností a ochotou zastat obě role a mírnou preferencí jedné nebo druhé.